# روژداتسه
روژداتسه (به صربی: Roždace) یک منطقهٔ مسکونی در صربستان است که در ناحیه پچینیا واقع شده‌است. روژداتسه ۴۷ نفر جمعیت دارد.